# Lundtjärnen, Dalarna
Lundtjärnen är en sjö i Falu kommun i Dalarna och ingår i Dalälvens huvudavrinningsområde.